# 男と女 (松山千春の曲)
「男と女」（おとことおんな）は、松山千春が1984年10月21日にリリースした18枚目のシングルである。

## 解説
松山らが1980年に設立したNEWSレコードによるリリースは、今作で最後となった。
「男と女」はテレビ朝日系ドラマ『私鉄沿線97分署』第1シーズン主題歌。
カップリング曲「粉雪」は『私鉄沿線97分署』第1シーズンエンディングテーマ。

## 収録曲
| 全作詞・作曲: 松山千春、全編曲: 林政宏。 |            |          |            |      |
| #                                        | タイトル   | 作詞     | 作曲・編曲 | 時間 |
| 1.                                       | 「男と女」 | 松山千春 | 松山千春   | 4:39 |
| 2.                                       | 「粉雪」   | 松山千春 | 松山千春   | 4:28 |
| 合計時間:                                | 合計時間:  | 9:07     |            |      |

## メディアでの使用
| #   | 曲名       | タイアップ                                               | 出典  |
| --- | ---------- | -------------------------------------------------------- | ----- |
| A-1 | 「男と女」 | テレビ朝日系ドラマ『私鉄沿線97分署』主題歌               | [ 1 ] |
| B-1 | 「粉雪」   | テレビ朝日系ドラマ『私鉄沿線97分署』エンディングテーマ曲 | [ 1 ] |